# Druk tsendhen
Druk tsendhen (Il Regno del Drago Tonante) è il titolo dell'inno nazionale bhutanese e si riferisce al nome con cui i Bhutanesi chiamano il loro Paese. La musica ricorda le musiche tipiche del Bhutan. Il compositore della musica, Aku Tongmi, studiò in India e divenne il primo direttore di banda dell'India. Dopo il suo ritorno in Bhutan, il Primo Ministro indiano visitò, nel 1953, il Bhutan e fu in quell'occasione che fu composto l'inno su commissione del Re del Bhutan. La melodia si basa sulla canzone popolare "thri nyampa med pa pemai thri" ("L'immutabile Trono del Loto"). È da notare che l'inno, unico nel mondo, è accompagnato da una coreografia. Le parole dell'inno sono di Gyaldun Dasho Thinley Dorji.

## Testo

### Testo originale in dzongkha
| འབྲུག་ཙན་དན་བཀོད་པའི་རྒྱལ་ཁབ་ནང་ དཔལ་ལུགས་གཉིས་བསྟན་སྲིད་སྐྱོང་བའི་མགོན་ འབྲུག་རྒྱལ་པོ་མངའ་བདག་རིན་པོ་ཆེ་ སྐུ་འགྱུར་མེད་བརྟན་ཅིང་ཆབ་སྲིད་འཕེལ་ ཆོས་སངས་རྒྱས་བསྟན་པ་དར་ཞིང་རྒྱས་ འབངས་བདེ་སྐྱིད་ཉི་མ་ཤར་བར་ཤོག་ | Druk dzénten gébái gaikáp na Bái luknyík densí gyóngwai gin Druk gaibó ngádak rinbócé Gú gyurme dénjíng cáp sít pél Cói sánggai dénbá darshing gail Bang degít nyima shárwárshók! | [ɖṳ tsén.d̥e̤ŋ ké.pɛ̞́ː ǀ gɛ̞̤ː.kʰɑ́p̚ nɑ̤ ǀ] [pɛ̞́ː lṳ.ɲí tén.sí ǀ cóːŋ.wɛ̞̤ː gi̤n ‖] [ɖṳ gɛ̞̤ː.pó ŋɑ́.dɑ̤ ǀ ri̤m.pó.tɕʰé ǀ] [kú ɟṳː.me̤ tén.tɕíːŋ ǀ tɕʰɑ́p̚ sí pʰé ‖] [tɕʰǿː sɑ́ːŋ.gɛ̞̤ː tém.pɑ́ ǀ dɑ̤ː.ʑ̥i̤ːŋ gɛ̞̤ː ǀ] [bɑ̤ːŋ de̤.kí ɲi̤.mɑ̤ ǀ ɕɑ́ː.wɑ̤ː.ɕó ‖] |

### Traduzione in italiano
Nel Regno del Drago del Tuono ornato di cipressi

Il protettore che custodisce gli Insegnamenti del sistema duale,

Egli, il Prezioso e Glorioso Sovrano, estende il suo dominio,

Mentre la sua persona immutabile rimane costante.

Poiché la dottrina del Signore Buddha prospera,

Possa il sole della pace e della felicità illuminare la popolazione!